# Bezjak
Bezjak je slavensko prezime.

## Osobe s prezimenom Bezjak
- Tatjana Bezjak (rođena 1971.), hrvatska kiparica i književnica
- Zvonko Bezjak (rođen 1935.), hrvatski bacač kladiva